# Distretto di Tiedong (Anshan)
Il distretto di Tiedong (铁东区S, Tiědōng QūP) è un distretto della Cina, situato nella provincia di Liaoning e amministrato dalla prefettura di Anshan.